# Filolau (cràter)

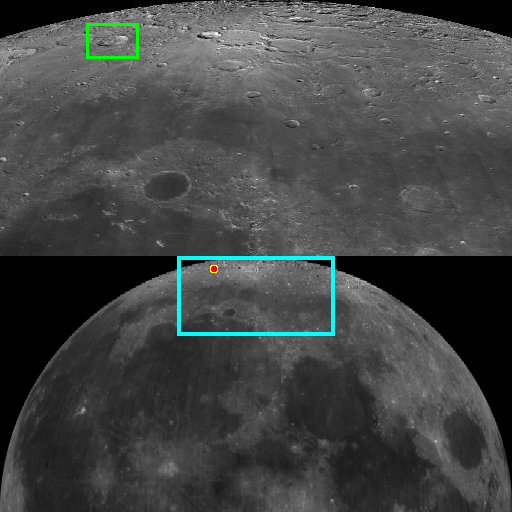
Filolau sobre el globus lunar

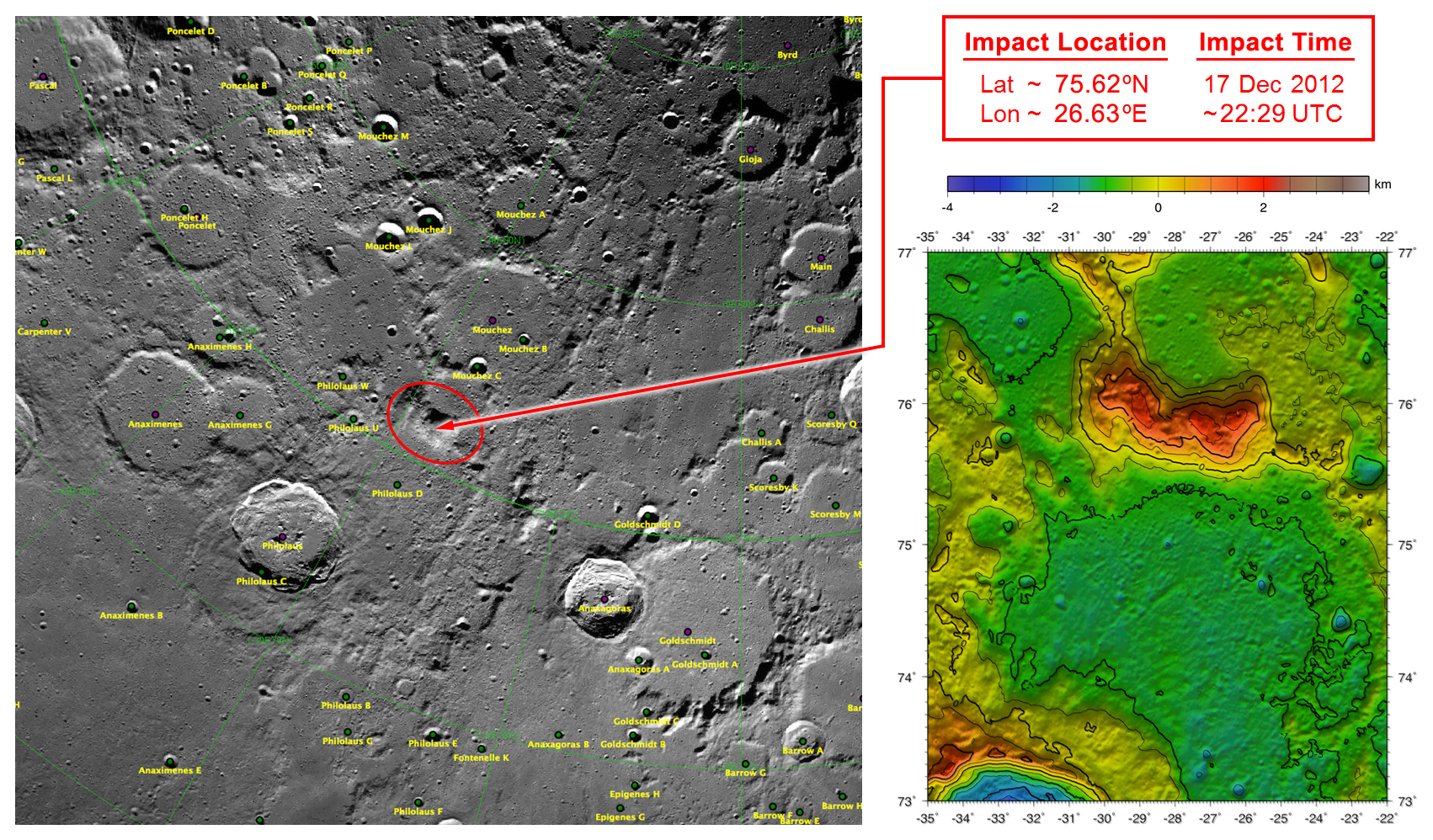
Punt proper a Filolau de la col·lisió programada sobre la superfície lunar de la missió GRAIL (17 de desembre de 2012)

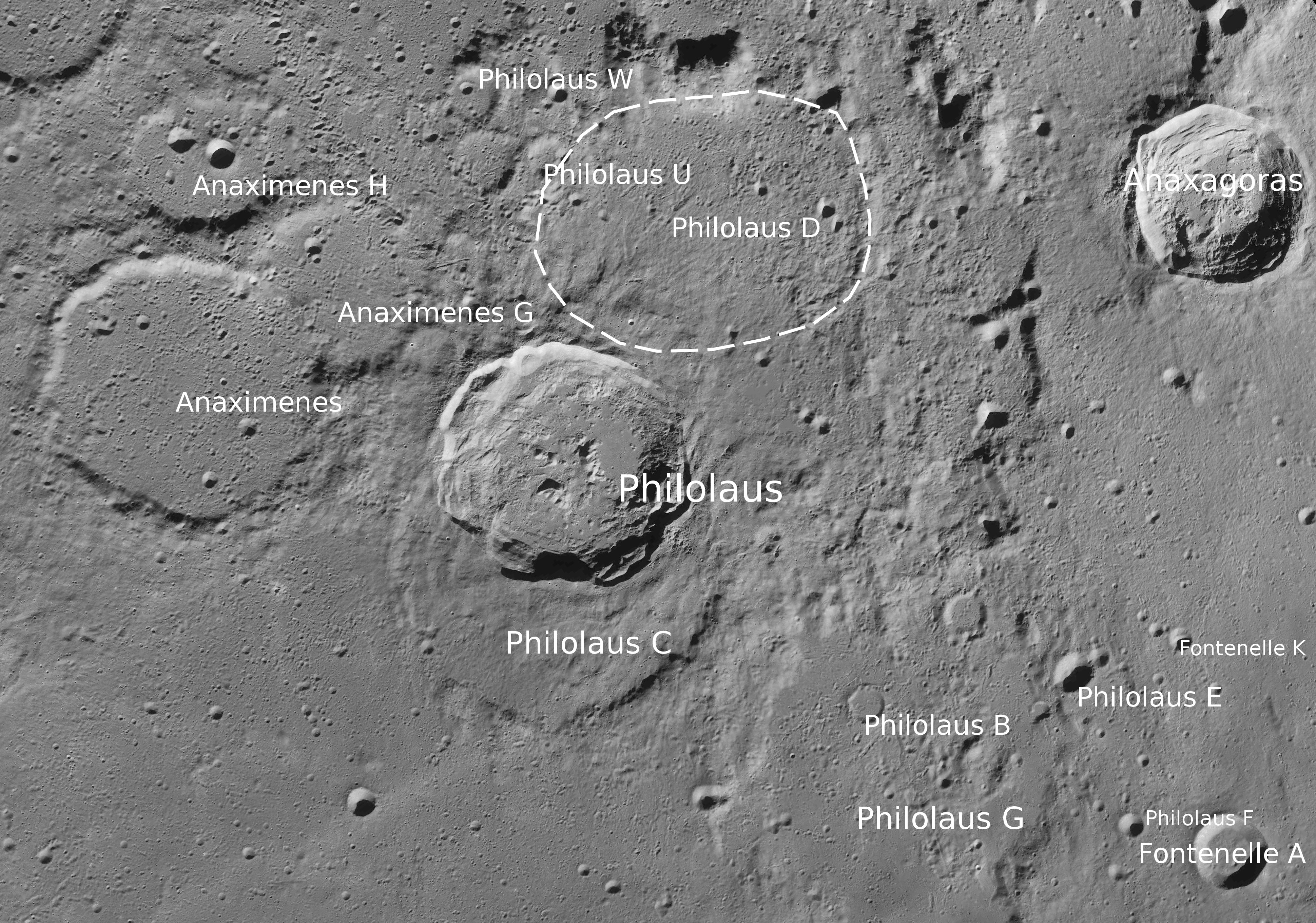
Entorn de Filolau. Fotografia de la missió LRO

Filolau és un cràter d'impacte que es troba en la part nord de la cara visible de la Lluna. Es troba a menys d'un diàmetre de distància a l'est-sud-est del cràter inundat de lava Anaxímenes, i a l'oest de Anaxàgores, més petit. Se superposa al més antic i fortament desgastat Filolau C al sud.

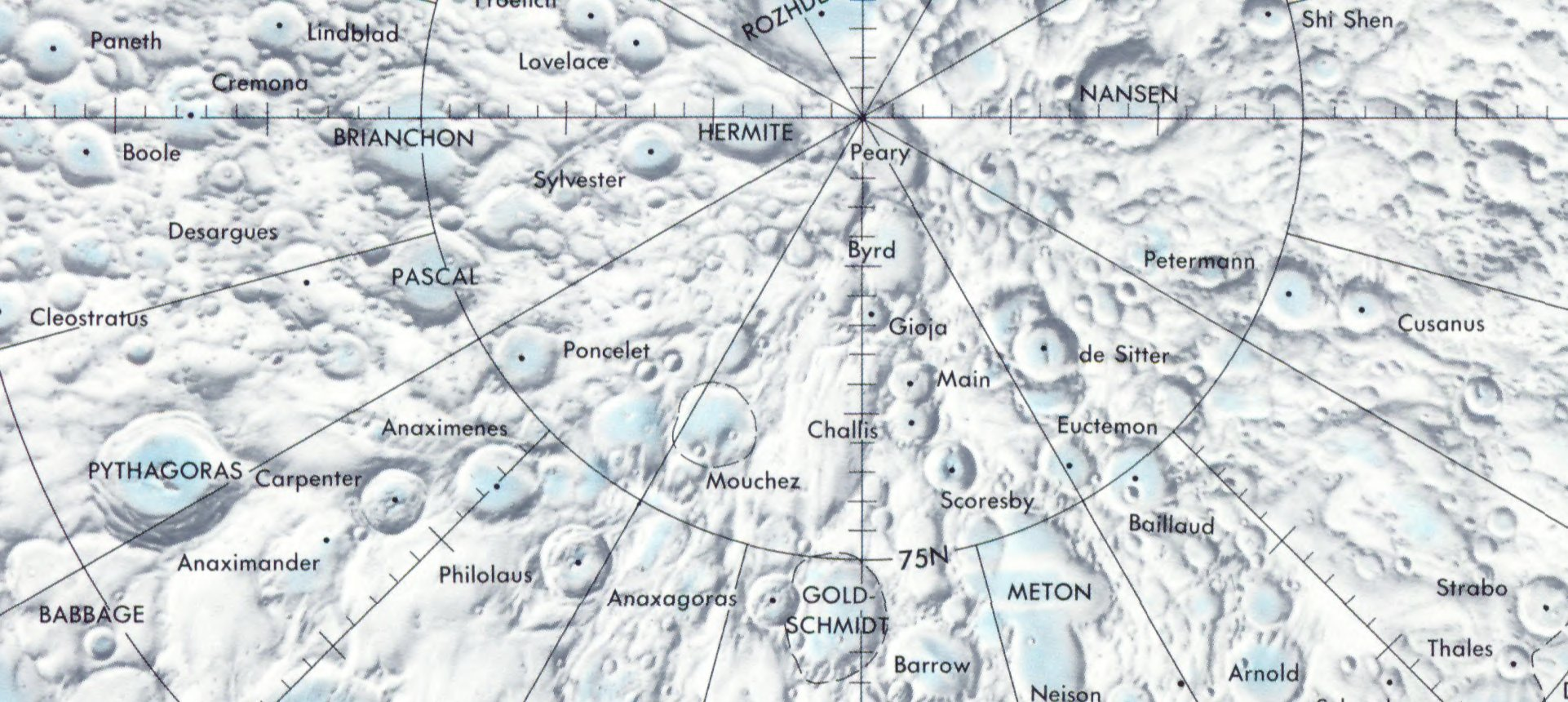
Localització de Filolau (part inferior del quadrant inferior esquerre de la imatge)

Aquest cràter conserva una forma ben definida, que no ha canviat significativament des que es va crear originalment. El perfil de la vora exterior és aproximadament circular, però amb un límit una mica irregular que mostra signes de despreniments. El desplom més notable se situa en una àrea triangular en la vora est. La paret interna del cràter té un sistema complex de acumulacions terraplenades, amb vores afilades en aquells llocs en els quals s'han produït desploms. En l'exterior del brocal presenta una sèrie de rampes que s'estenen en totes adreces fins a gairebé una distància equivalent a la meitat del diàmetre del cràter. Filolau posseeix un sistema de marques radials i, per tant, és classificat com a part del Període Copernicà.
El sòl interior és irregular, amb àrees aspres al voltant del centre i al nord-est. Presenta un parell de pics més o menys similars al sud i a l'est del centre. També es localitza un parell de crestes més petites desplaçades cap al nord-oest. La part més plana del sòl interior es troba en el nord-est de l'interior del cràter, mancant en conjunt de marques rellevants produïdes per altres impactes.
En els voltants de Filolau es troba el punt on es van fer estavellar les naus de la missió GRAIL el 17 de desembre de 2012.

## Cràters satèl·lit
Per convenció aquests elements són identificats en els mapes lunars posant la lletra en el costat del punt central del cràter que està més proper a Filolau.
|         | \| Filolau \| Coordenades \| Diàmetre \| \| ------- \| ------------------------------------ \| -------- \| \| B \| 69° 36′ N, 24° 18′ O / 69.6°N,24.3°O \| 11 km \| \| C \| 71° 06′ N, 32° 42′ O / 71.1°N,32.7°O \| 95 km \| \| D \| 73° 54′ N, 27° 48′ O / 73.9°N,27.8°O \| 91 km \| \| E \| 69° 36′ N, 18° 42′ O / 69.6°N,18.7°O \| 12 km \| \| F \| 68° 06′ N, 18° 18′ O / 68.1°N,18.3°O \| 8 km \| \| G \| 69° 00′ N, 23° 36′ O / 69.0°N,23.6°O \| 95 km \| \| U \| 75° 00′ N, 33° 00′ O / 75.0°N,33.0°O \| 13 km \| \| W \| 75° 36′ N, 35° 54′ O / 75.6°N,35.9°O \| 17 km \| |          |
| Filolau | Coordenades | Diàmetre |
| B       | 69° 36′ N, 24° 18′ O / 69.6°N,24.3°O | 11 km    |
| C       | 71° 06′ N, 32° 42′ O / 71.1°N,32.7°O | 95 km    |
| D       | 73° 54′ N, 27° 48′ O / 73.9°N,27.8°O | 91 km    |
| E       | 69° 36′ N, 18° 42′ O / 69.6°N,18.7°O | 12 km    |
| F       | 68° 06′ N, 18° 18′ O / 68.1°N,18.3°O | 8 km     |
| G       | 69° 00′ N, 23° 36′ O / 69.0°N,23.6°O | 95 km    |
| U       | 75° 00′ N, 33° 00′ O / 75.0°N,33.0°O | 13 km    |
| W       | 75° 36′ N, 35° 54′ O / 75.6°N,35.9°O | 17 km    |

### Altres referències
- (WGPSN), IAU Working Group for Planetary System Nomenclature. «Gazetteer of Planetary Nomenclature. 1:1 Million-Scale Maps of the Moon» (en anglès).  UAI / USGS, 13-02-2013. [Consulta: 6 abril 2016].
- Andersson, L. E.; Whitaker, E. A.,. NASA Catalogue of Lunar Nomenclature (en anglès).  NASA RP-1097, 1982.
- Blue, Jennifer. «Gazetteer of Planetary Nomenclature» (en anglès).  USGS, 25-07-2007. [Consulta: 2 gener 2012].
- Bussey, B.; Spudis, P.. The Clementine Atlas of the Moon (en anglès).  Nueva York: Cambridge University Press, 2004. ISBN 0-521-81528-2.
- Cocks, Elijah E.; Cocks, Josiah C.. Who's Who on the Moon: A Biographical Dictionary of Lunar Nomenclature (en anglès).  Tudor Publishers, 1995. ISBN 0-936389-27-3.
- McDowell, Jonathan. «Lunar Nomenclature» (en anglès).   Jonathan's Space Report, 15-07-2007. [Consulta: 2 gener 2012].
- Menzel, D. H.; Minnaert, M.; Levin, B.; Dollfus, A.; Bell, B. «Report on Lunar Nomenclature by The Working Group of Commission 17 of the IAU» (en anglès). Space Science Reviews, 12, 1971, pàg. 136.
- Moore, Patrick. On the Moon (en anglès).  Sterling Publishing Co, 2001. ISBN 0-304-35469-4.
- Price, Fred W. The Moon Observer's Handbook (en anglès).  Cambridge University Press, 1988. ISBN 0521335000.
- Rükl, Antonín. Atlas of the Moon (en anglès).  Kalmbach Books, 1990. ISBN 0-913135-17-8.
- Webb, Rev. T. W.. Celestial Objects for Common Telescopes, 6ª edición revisada (en anglès).  Dover, 1962. ISBN 0-486-20917-2.
- Whitaker, Ewen A. Mapping and Naming the Moon (en anglès).  Cambridge University Press, 2003. 978-0-521-54414-6.
- Wlasuk, Peter T. Observing the Moon (en anglès).  Springer, 2000. ISBN 1-85233-193-3.